# Abiturreden

Die Kulturredaktion des SR schlägt die Redner vor

Die Rede an die Abiturienten ist eine seit 1999 jährlich publizierte Buchreihe, in der Reden bedeutender Schriftsteller an den jeweiligen saarländischen Abiturjahrgang veröffentlicht werden. Auf der zentralen Abiturfeier des Saarlandes hält eine Autorin, ein Autor eine Rede, die auf SR 2 Kulturradio ausgestrahlt wird.

## Allgemeines
Die Reden an die Abiturienten sind ein Gemeinschaftsprojekt des Saarländischen Rundfunks, des saarländischen Ministeriums für Bildung und Kultur Kultusministeriums und – seit 2021 – der Peter und Luise Hager Stiftung. Bis 2020 war die Union Stiftung Partner des Projekts.
Die Buchreihe erschien bis 2012 im Gollenstein Verlag, ab 2013 im Conte Verlag (Herausgeberin seit 2018 Tilla Fuchs, zuvor Ralph Schock). 2016 erschien ein Sammelband aller bis dahin gehaltenen Reden inklusive einer Audio-CD.

## Inhalte
Der spätere Büchnerpreisträger Wilhelm Genazino machte 1999 den Auftakt: „Fühlen Sie sich alarmiert“, lautete der Titel seiner Rede zum Thema Rechtsradikalismus und Zivilcourage. Genazino hat also zu dem Zeitpunkt vor dem Wiedererstarken des Faschismus und der Verharmlosung rechter Gewalt gewarnt, an dem, wie wir heute wissen, der NSU mit seiner brutalen Mordserie begann. Diese Rede hat Genazino mit einer aktuellen Ergänzung im Jahre 2005 noch einmal gehalten. „Die Öffentlichkeit über die Gewalt muss mindestens so unerträglich werden wie die Gewalt selber“, lautete einer der zentralen Sätze der Rede.
Im Jahr 2000 setzte sich Birgit Vanderbeke vor Merziger Abiturienten kritisch mit den Medien und unserer Kommunikation auseinander, in ihrer damals visionären, heute hochaktuellen Rede „Ariel oder der Sturm auf die weiße Wäsche“. 2001 dachte die spätere Nobelpreisträgerin Herta Müller in Ottweiler über den unterschiedlichen Charakter von Grenzen nach, und über die Verwandlung der Dinge beim Wechsel von einer Sprache zur anderen. „Heimat ist das, was gesprochen wird“, hieß ihre berührende Rede. Ein Jahr später suchte Guntram Vesper in seiner Rede nach den Bezirken des Humanen in einem unwirtlich gewordenen Land („Wer ertrinkt, kann auch verdursten“, 2002). Im Jahre 2003 fragte Dieter Wellershoff, ausgehend von dem Glücksgefühl des Überlebenden im Mai 1945, nach den Bedingungen für die Ausbildung eines persönlichen Lebenssinns in einer unüberschaubar gewordenen Welt („Die Frage nach dem Sinn“).
Die bislang stärkste Resonanz fand 2004 Raoul Schrotts Rede „Der wölfische Hunger – Über das Alter der Jugend“, in der er den Abiturienten ihre ungewöhnlich hohe Anpassungsbereitschaft vorwarf: Verwöhnt und träge seien sie, unmündig und streberhaft, entfremdet von der Natur, verhöhnt und vorgeführt von den Medien. Zugleich erinnerte er an eigene Niederlagen und Katastrophen in diesem Alter. Die Erfahrung des Scheiterns, so mutmaßte er, könnte eine notwendige Voraussetzung zur Ausbildung einer Persönlichkeit sein.
Ulrike Kolb plädierte 2006 für den Dialog zwischen Jung und Alt, und sie verwendete das Bild vom Akrobaten in der Zirkuskuppel, der aus dieser Distanz das Kunststück der Selbsterkenntnis wagen sollte („Werden Sie Akrobat – Idylle, Krieg und Gegenwart“). Der 1964 in Bolu (Türkei) geborene Feridun Zaimoglu, der im Alter von einem Jahr mit seinen Eltern nach Deutschland kam, deutete 2007 in seiner Rede – wie Schrott – Traumatisierungen an. Zugleich warnte er vor dem billigen Ausweg des Zynismus. Und er beschrieb, wie er – über den Umweg der Malerei – zum Autor wurde („Von der Kunst der geringen Abweichung“).
Ulrich Peltzer plädierte im Jahr 2008 für den Mut, die Gegenwart zu leben und den eigenen Weg zu gehen, auch gegen gesellschaftliche Erwartungen („Vom Verschwinden der Illusionen – und den wiedergefundenen Dingen“). Die Warnung vor dem, was passieren könnte mit unserer Erde, und der Verdacht, ja die Gewissheit, dass es für ein Umsteuern schon zu spät sei – was sich heute dramatisch bewahrheitet hat – waren die zentralen Anliegen von Christoph Hein im Jahr 2009 („Über die Schädlichkeit des Tabaks“). Juli Zeh fragte ein Jahr später in ihrer Rede nach den Auswirkungen des Zeitgeists auf das Lebensgefühl eines individuellen Menschen. Wieso steht der von allen Seiten betriebenen Schwarzmalerei gleichzeitig das Glücklich-Sein als erstrebenswertes Ziel für jeden Einzelnen gegenüber? In welchem Verhältnis stehen Freiheit und Angst? Mit ihrem Nachdenken über diese Fragen thematisierte Zeh in ihrer Rede („Das Mögliche und die Möglichkeiten“) zentrale Aspekte gesellschaftlicher Entwicklungen.
Im Jahre 2011 bewegte den Schweizer Autor Thomas Hürlimann die Frage, was er, dessen Abitur damals vierzig Jahre zurücklag, heutigen Schulabsolventen zu sagen haben könnte („Der Mittagsteufel – Die Geworfenheit spricht zu Entwürfen“): „Auf Ihrer Reise ins Leben haben Sie zwei Begleiter: Der eine ist der Dämon der Repetition des Banalen – er raubt Ihnen Zeit. Der andere ist der Engel der Wiederholung des Einmaligen – er schenkt Ihnen Zeit.“
Ein Jahr später erzählte Sibylle Lewitscharoff von ihrer Jugend und ihrer Studentenzeit und warf einen Blick auf den Beginn ihres Werdegangs als Autorin („Vom glanzvollen Leben oder: war es früher besser?“). Mit Leidenschaft sprach sie über Jugendwahn und Fortschrittsgläubigkeit, Leistungsdruck und Geizmentalität. Und bezog in der damals entbrannten Urheberrechtsdebatte eine klare Position.
2013 porträtierte der Frankfurter Autor Martin Mosebach seinen alten Deutschlehrer („Hommage an einen Lehrer“), einen skurrilen Vertreter der Lehrerschaft, dessen von Mosebach geschätztes Prinzip es war, seine Schüler eher zu überfordern als durch Unterforderung zu langweilen. Trotz (oder wegen) seines ungewöhnlichen Unterrichts besaß er, der Außenseiter im Kollegium, in den Jahren der 68er-Revolte eine natürliche Autorität.
2014 lotete Jenny Erpenbeck die Freiheitsmöglichkeiten nach dem Abitur aus („Sich ganz weit verirren. Sich vom Verirren verirren“). Sie ermunterte zum Überschreiten von Grenzen und plädierte dafür, sich auf Unbekanntes, Fremdes, gar Beängstigendes einzulassen. Denn gerade Irrwege vermittelten neue Lebenserfahrung.
Ein Jahr später dachte Marcel Beyer über die Wirkungsmacht von Bildern auf unser Leben nach, etwa anhand von Aufnahmen der Anschläge vom 11. September 2001 oder Bildern die in Zusammenhang stehen mit der Erstürmung von Bin Ladens Versteck 2011 („Im Situation Room – der entscheidende Augenblick“) und ermutigte zur kritischen Auseinandersetzung mit der vermeintlich einzigen Interpretation.
2016 empfahl auch Jan Wagner, „zu akzeptieren, dass nicht alles mit Eindeutigkeit zu einem gedanklichen Ende geführt werden kann oder sollte“. Es ging und geht dem Dichter darum, sich den Zweifel zu bewahren, ja ihn sogar zu feiern („Gedenke der Lücke – ein Plädoyer für Traum, Narrheit und Nutzlosigkeit“). 2017 richtete Anne Weber ihre Rede „Wo in weiter Ferne etwas Unergründliches zu sehen ist“ an „die Aufbrechenden“. Weber ermutigte dazu, zu akzeptieren, dass die Konsequenzen unseres Handelns nicht immer absehbar seien. Wir könnten nicht alles vermeiden oder verhindern, was schmerzlich sei oder schlimme Folgen habe. Doch das Schlimme und Schmerzliche lasse auch Schöpferisches entstehen und mache uns zu bewussteren Menschen.
2018 hat Ilija Trojanow die Digital Natives vor dem Verlust ihrer Autonomie gewarnt („Freie Fahrt voraus“): „Die Schule vermittelt Wissen, nicht Gewissen“, so lautete ein Kernsatz der Rede, in der Trojanow die „neoliberale Zurichtung“ von jungen Menschen, kritisierte, deren Daten und Denken zunehmend von großen Konzernen kontrolliert und beeinflusst würden.
2019 rief Clemens Meyer die Abiturienten zum Träumen auf, zum Ungehorsam, dazu, zu trinken und rebellisch zu sein. In einer sehr persönlichen Rede („Von Rat und Traum“) erzählte er ehrlich und berührend von eigenen Erfahrungen und intensiven Momenten seiner Jugend. Und er ließ seine ganz persönliche Literaturgeschichte Revue passieren: Schriftsteller, Halbsätze und Zitate, die ihn begleitet und geleitet, vielleicht gerettet haben und die ihn schließlich zu dem Autor werden ließen, der er heute ist.
2020 formulierte Lukas Bärfuss die Bitte, nicht zu vergessen, dass wir selbst es sind, die eine Rolle im Leben wählen. Dass wir frei sind, das zu tun. Und dass es manchmal richtig sein kann, aus dieser Rolle zu fallen, so wie die Schülerin Greta Thunberg, „die plötzlich aufhörte, eine Schülerin zu sein“ oder der Footballspieler Colin Kaepernick, der das, was er am meisten liebte, seinen Sport, aufgab und sich hinkniete, als Zeichen gegen ein rassistisches Amerika.
2021 ließ Nora Gomringer ihre Jugend Revue passieren und verriet, was ihr als junge Einzelgängerin geholfen hat: Welche Freundschaften und Erfahrungen, welche Gedichte, Sätze und Songtexte. Ein Jahr später nahm Iris Wolff mit dem Titel ihrer Rede Bezug auf den Roman Die unendliche Geschichte von Michael Ende und ermutigt Abiturienten auf die eigene, innere Stimme zu hören.

## Bedeutung
Die Dichterrede auf der zentralen Abiturfeier des Saarlandes geht zurück auf eine Initiative des Saarländischen Rundfunks Ende der 1990er Jahre, die der Entlassung der Abiturienten des Landes ein stärkeres Gewicht geben wollte. Laut Ralph Schock, Literaturredakteur beim Saarländischen Rundfunk, wird mit der Dichterrede an den Abiturjahrgang die „Traditionslinie etwa zu Jean Paul und Herder […] aufgegriffen, zu Autoren, die ihr Brot als Lehrer verdienten und in jedem Schuljahr eine große Rede hielten“.
Literaturkritik.de sah im Konzept der oft provokanten Abiturreden-Reihe zwar „gewisse Signale“, hinterfragte sie aber auch kritisch: „Der Frontalunterricht ist anderen pädagogischen Modellen gewichen – und da erzählt zu guter Letzt wieder jemand etwas vom Rednerpult herab. Wie sind die Abiturientinnen und Abiturienten eigentlich „drauf“, um es salopp zu formulieren. Wo hören sie hin? Wo hören sie weg?“
Ernst Elitz sieht das Gesamtprojekt als sinnvoll an im Rahmen des Selbstverständnisses deutscher Rundfunkanstalten als Kulturvermittler.
Die Saarbrücker Zeitung bewertete die Reden an die Abiturienten in den jüngsten Jahren durchweg positiv.

## Primärliteratur
- Birgit Vanderbeke: Ariel oder der Sturm auf die weiße Wäsche. Rede an die Abiturienten des Jahrgangs 2000. Gollenstein, Blieskastel 2000, ISBN 3-933389-44-5.
- Herta Müller: Heimat ist das, was gesprochen wird. Rede an die Abiturienten des Jahrgangs 2001. Gollenstein, Blieskastel 2001, ISBN 3-935731-08-6.
- Guntram Vesper: Wer ertrinkt, kann auch verdursten. Vom Überleben eines gelösten Rätsels. Rede an die Abiturienten des Jahrgangs 2002. Gollenstein, Blieskastel 2002, ISBN 3-935731-33-7.
- Dieter Wellershoff: Die Frage nach dem Sinn. Rede an die Abiturienten des Jahrgangs 2003. Gollenstein, Blieskastel 2003, ISBN 3-935731-48-5.
- Raoul Schrott: Der wölfische Hunger. Über das Alter der Jugend. Rede an die Abiturienten des Jahrgangs 2004. Gollenstein, Blieskastel 2004, ISBN 3-935731-77-9.
- Wilhelm Genazino: Fühlen Sie sich alarmiert. Rede an die Abiturienten des Jahrgangs 2005. Gollenstein, Blieskastel 2005, ISBN 3-938823-00-3 [Rede auch bereits im Jahr 1999 gehalten].
- Ulrike Kolb: Werden Sie Akrobat! Idylle, Krieg und Gegenwart. Rede an die Abiturienten des Jahrgangs 2006. Gollenstein, Blieskastel 2006, ISBN 3-938823-12-7.
- Feridun Zaimoglu: Von der Kunst der geringen Abweichung. Rede an die Abiturienten des Jahrgangs 2007. Gollenstein, Blieskastel 2007, ISBN 978-3-938823-28-6.
- Ulrich Peltzer: Vom Verschwinden der Illusionen – und den wiedergefundenen Dingen. Rede an die Abiturienten des Jahrgangs 2008. Gollenstein, Merzig 2008, ISBN 978-3-938823-37-8.
- Christoph Hein: Über die Schädlichkeit des Tabaks. Rede an die Abiturienten des Jahrgangs 2009. Gollenstein, Merzig 2009, ISBN 978-3-938823-60-6.
- Juli Zeh: Das Mögliche und die Möglichkeiten. Rede an die Abiturienten des Jahrgangs 2010. Gollenstein, Merzig 2010, ISBN 978-3-938823-72-9.
- Thomas Hürlimann: Der Mittagsteufel. Die Geworfenheit spricht zu Entwürfen. Rede an die Abiturienten des Jahrgangs 2011. Gollenstein, Merzig 2011, ISBN 978-3-938823-92-7.
- Sibylle Lewitscharoff: Vom glanzvollen Leben oder: War es früher besser? Rede an die Abiturienten des Jahrgangs 2012. Gollenstein, Merzig 2012, ISBN 978-3-86390-020-5.
- Martin Mosebach: Hommage an einen Lehrer. Rede an die Abiturienten des Jahrgangs 2013. Conte, Sankt Ingbert 2013, ISBN 978-3-941657-84-7.
- Jenny Erpenbeck: Sich ganz weit verirren – Sich vom Verirren verirren. Rede an die Abiturienten des Jahrgangs 2014. Conte, Sankt Ingbert 2014, ISBN 978-3-95602-019-3.
- Marcel Beyer: Im Situation Room – der entscheidende Augenblick. Rede an die Abiturienten des Jahrgangs 2015. Conte, Sankt Ingbert 2015, ISBN 978-3-95602-058-2.
- Jan Wagner: Gedenke der Lücke. Ein Plädoyer für Traum, Narrheit und Nutzlosigkeit. Rede an die Abiturienten des Jahrgangs 2016. Conte, St. Ingbert 2016, ISBN 978-3-95602-088-9.
- Anne Weber: Wo in weiter Ferne etwas Unergründliches zu sehen ist. Rede an die Abiturienten des Jahrgangs 2017. Conte, Sankt Ingbert 2017, ISBN 978-3-95602-117-6.
- Ilija Trojanow: Freie Fahrt voraus. Rede an die Abiturienten des Jahrgangs 2018. Conte, Sankt Ingbert 2018, ISBN 978-3-95602-137-4.
- Clemens Meyer: Von Rat und Traum. Rede an die Abiturienten des Jahrgangs 2019. Conte, Sankt Ingbert 2019, ISBN 978-3956021909.
- Lukas Bärfuss: Wir kennen uns nicht. Rede an die Abiturient*innen des Jahrgangs 2020. Conte, Sankt Ingbert 2020, ISBN 9783956022173.
- Nora Gomringer: (13) Anfänge und (12) gute Feenwünsche. Rede an die Abiturient*innen  des Jahrgangs 2021. Conte, Sankt Ingbert 2021, ISBN 978-3-95602-238-8.
- Iris Wolff: Tu, was du willst!. Rede an die Abiturient*innen des Jahrgangs 2022. Conte, Sankt Ingbert 2022, ISBN 978-3-95602-252-4.
- Julia Schoch: Love love love: Ein Gruß aus der Zukunft. Rede an die Abiturient*innen des Jahrgangs 2023. Conte, Sankt Ingbert 2023, ISBN 978-3-95602-263-0.
- Deniz Utlu: Halten. Rede an die Abiturient*innen 2024. Conte, Sankt Ingbert 2024, ISBN 978-3-95602-274-6.